# الل ناتمام و هم‌غالبی (زیست‌شناسی)

## الل ناتمام
هنگامی که دو الل در غالبی برابرند، با هم آمیخته می‌شوند تا یک فنوتیپ تازه را بسازند. چنانکه، وقتی گل میمون سرخ با گل میمون سپید می‌پیوندند، همهٔ موردهای نسل بعدی(F1) صورتی رنگ خواهند شد. رنگ صورتی از ترکیب الل‌های سپید و سرخ پدیدار می‌شود. اگر همین نسل F1 خودبارور شود، نسل پس از آن که F2 می‌باشد، نسبت آن یک سرخ به دو صورتی به یک سپید خواهد بود.

## هم‌غالبی
هنگامی بروز می‌دهد که هردو الل به‌طور همزمان نمایان شوند. گوساله‌ی "قرمز" نمونه‌ای از این پدیده است که از گاو نر "قرمز" و گاو مادهٔ "سپید" به دست می‌آید. گوسالهٔ "قرمز" دارای نقشی‌های سپید در میان پشم سرخ خود می‌باشد. این پدیده همچنین از گاو نر "سپید" و مادهٔ "قرمز" رخ می‌دهد.